# Боссе, Беранже Аймар
Беранже Аймар Боссе (фр. Béranger Aymard Bosse; 13 марта 1985, Банги) — легкоатлет, представляющий на международных стартах ЦАР. Участник Олимпийских игр в Пекине и Лондоне.

## Биография
Выступать на международном уровне начал с 2003 года. В 2007 году дебютировал на мировых первенствах, выступив в Осаке на стометровке. В том же году, на состязаниях в Дакаре установил личный рекорды на дистанции 100 метров — 10,38. 
Год спустя выступил на той же дистанции на Олимпиаде в Пекине. Боссе выступал в одном забеге с легендарными Асафой Пауэллом и Кимом Коллинзом, занял шестое место в забеге с результатом 10,51 и завершил на этом выступление уже в первом раунде. 
Четыре года спустя, в Лондоне на той же стометровке Боссе выиграл предварительный забег и вышел во второй раунд, показав время 10,55. В четвертьфинальном забеге он показал точно такой же результат, но на этой стадии это время принесло ему лишь седьмое место, в результате чего центральноафриканец вынужден был завершить борьбу на Играх.